# Conflito de Benishangul-Gumuz
O conflito de Benishangul-Gumuz é um conflito armado na Zona de Metekel, Região de Benishangul-Gumuz, na Etiópia, que começou em 2019. 

## Histórico
Uma tentativa de golpe de Estado na Região de Amhara ocorreu em 22 de junho de 2019. Na madrugada de 23 de junho, homens armados suspeitos de apoiar o líder do complô golpista mataram 37 pessoas e feriram dezoito na Zona de Metekel.
No início de setembro de 2020, semanas de ataques contra civis ocorreram na Zona de Metekel, especialmente em Bulan. A mídia social online estimou 150 mortes, as quais Atinkut Shitu, administrador da Zona de Metekel, contestou. De acordo com a mídia social, como relatado por Addis Standard, os alvos eram da etnia amhara. As autoridades afirmaram que os ataques não tiveram motivações étnicas. 
Em outubro, de doze a quarenta pessoas morreram em uma disputa pessoal sobre uma arma de fogo roubada na Zona de Metekel. Políticos amharas afirmam que foi um ataque a membros do grupo étnico amhara por milícias gumuz. 
Em 14 de novembro um ataque a um ônibus de passageiros em Benishangul-Gumuz matou 34 pessoas. 
Em 8 de dezembro o posto de comando da Zona de Metekel matou 23 insurgentes supostamente associados à Frente de Libertação do Povo Tigray em Dangur. 
Em 15 de dezembro, civis foram mortos nos woredas de Dangur e Dibate. Oficiais da Região de Amhara afirmaram que as vítimas eram amharas mortos por causa de sua identidade étnica. Os oficiais de Benishangul-Gumuz, por sua vez, discordaram da identificação do conflito como "violência intercomunitária entre várias nações".  Addis Standard estimou em 22 de dezembro que os ataques à Zona de Metekel mataram 24 pessoas. 
Na noite de 22-23 de dezembro de 2020, um massacre e incêndio criminoso de casas ocorreu no kebele de Bikuji na Zona de Metekel.  Em 23 de dezembro de 2020, a Comissão Etíope de Direitos Humanos contabilizou 100 mortes.  As autoridades responderam matando 42 suspeitos e prendendo sete oficiais. 

## Grupos envolvidos
Ashadli Hussein, presidente da Região de Benishangul-Gumuz, afirmou que havia muitos grupos associados a partidos políticos que encorajavam o conflito armado. Ele culpou a Frente de Libertação do Povo Tigray (FLPT) como detentora da responsabilidade principal. 
Em dezembro de 2020, Ashadli afirmou que as forças de segurança federais e regionais estavam coordenando a "aniquilação das 'forças anti-paz', prendendo-as e confiscando armas de fogo".  O vice-presidente da Região de Benishangul-Gumuz, Getahun Abdisa, descreveu as ações da região em termos de um "esforço coordenado entre o governo regional, o governo federal, a polícia regional, forças anti-insurgência e de segurança" para detenção de membros de "grupos criminosos".  Em 21 de dezembro de 2020, o Posto de Comando de Benishangul-Gumuz afirmou que estava usando uma resposta de "caça de porta em porta" aos supostos perpetradores da violência. 
Em uma reunião pública com o primeiro-ministro Abiy Ahmed em 22 de dezembro, Zebid Budna da Zona de Kamashi atribuiu a violência a um grupo do Exército de Libertação Oromo, "OLF / Shanne". 

## Processo de paz
Em 22 de dezembro de 2020, Abiy Ahmed manteve conversações com os residentes da Zona de Metekel, a Ministra da Paz Muferiat Kamil, o Chefe do Estado-Maior do Exército Berhanu Jula, Ashadli Hussein e outros oficiais. 
Em dezembro de 2020, Ashadli declarou que o Ministério da Paz coordenaria a criação de um comitê de reconciliação composto por pessoas das regiões de Benishangul-Gumuz e Amhara. 